# Slag bij Gaines' Mill
De Slag bij Gaines' Mill vond plaats op 27 juni 1862 in Hanover County, Virginia tijdens de Amerikaanse Burgeroorlog. De slag is ook bekend als de Eerste slag bij Cold Harbor of de Slag bij de Chickahominy River en maakt deel uit van de Zevendagenslag tijdens de Schiereiland-veldtocht. Generaal Robert E. Lee hernieuwde zijn aanvallen op het V Corps van brigadegeneraal Fitz John Porter. Porter had zich na de Slag bij Beaver Dam Creek terug getrokken op een sterke defensieve linie bij Boatswain's Swamp. Porters korps sloeg de ene na de andere veelal slecht gecoördineerde Zuidelijke aanvallen af.
Tegen het vallen van de avond voerden de Zuidelijken een goed gecoördineerde aanval uit waardoor Porters linie brak. Hij trok zijn soldaten terug over de rivier tijdens de nacht. De nederlaag bij Gaines' Mill overtuigde generaal-majoor George B. McClellan ervan om de terugtocht aan te vangen naar de James rivier. De Zuidelijken hadden niet de nodige structuur om het Noordelijke leger in te sluiten waarna ze de achtervolging inzetten. Deze slag redde Richmond voor het Zuiden in 1862 en vond plaats op vrijwel dezelfde locatie als de Slag bij Cold Harbor in 1864.

## Achtergrond
McClellan was erin geslaagd om Richmond tot op enkele kilometers te naderen. Na de Slag bij Seven Pines ontstond er een patstelling. Lee was ervan overtuigd dat hij een Noordelijke belegering niet kon weerstaan, daarom reorganiseerde en versterkte hij zijn leger om zelf in het offensief te gaan. Lee zou McClellans rechterflank aanvallen met 60.000 soldaten waaronder Jacksons divisies. De Zuidelijke cavalerie onder generaal-majoor J.E.B. Stuart had via verregaande verkenning kunnen vaststellen dat dit inderdaad een zwak punt was.
De Zevendagenslag begon met een Noordelijke aanval in de Slag bij Oak Grove op 25 juni. De volgende dag lanceerde Lee zijn grootscheepse aanval tegen McClellan met de Slag bij Beaver Dam Creek. Lee viel Porters V Corps aan ten noorden van de Chickahominy-rivier terwijl het merendeel van het Noordelijke leger ten zuiden van de rivier in stellingen lag. De volgende morgen had Porter zijn linie teruggetrokken achter Boatswain’s Swamp terwijl de andere vier korpsen niet bewogen hadden. Porter moest kost wat het kost Gaines’s Mill behouden zodat het leger de bevoorradingslijn kon verplaatsen naar de James rivier. Verschillende van McClellans officieren verzochten hem om de Zuidelijke generaal-majoor John B. Magruder aan te vallen ten zuiden van de rivier. Omdat McClellan de grote vijandelijke aantallen vreesde, ging hij hierop niet in. Zo bleef de meerderheid van zijn leger inactief terwijl zijn rechterflank bedreigd werd.

## De slag

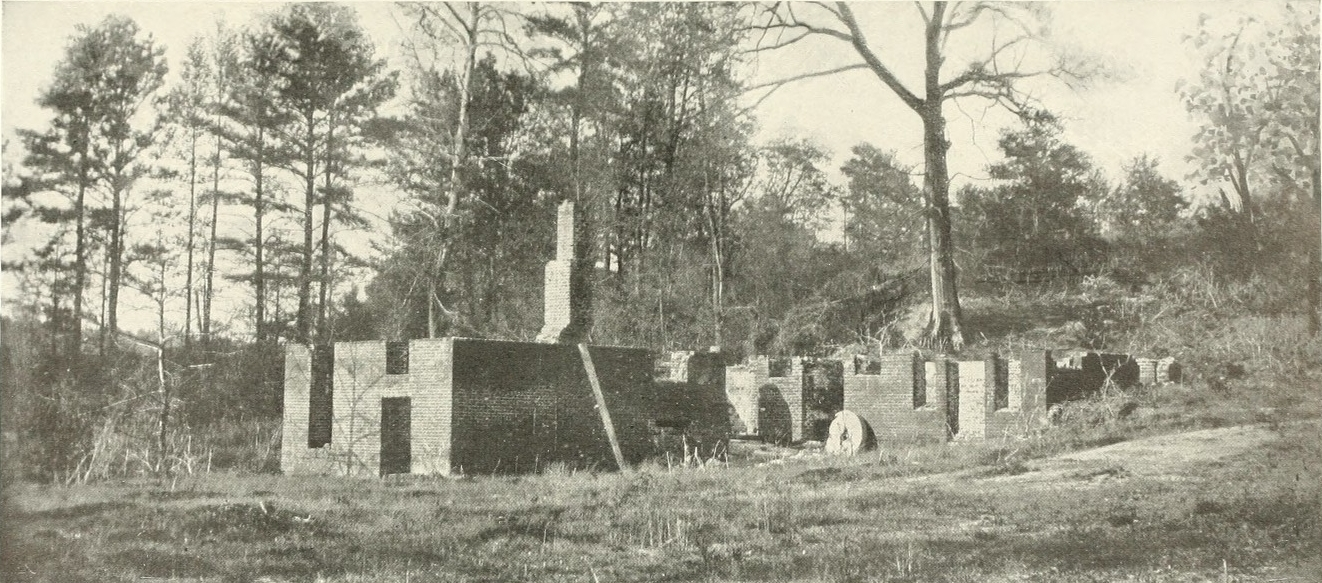
De ruïne van Gaines' Mill.

Op 27 juni zette Lee het offensief verder met wat de grootste Zuidelijke aanval in de oorlog zou worden. 57.000 soldaten in zes divisies werden ingezet. In de vroege morgen hernieuwde generaal-majoor A.P. Hill zijn aanvallen op Beaver Dam Creek. Deze stellingen waren licht bemand. Hij stootte gemakkelijk door naar Gaines' Mill. De voorste brigade onder leiding van brigadegeneraal Maxcy Gregg werd tijdelijk gestopt door fel verzet van de 9th Massachusetts Infantry. In de vroege namiddag stootten ze dan op de sterke stellingen van Porters hoofdmacht langs de Boatswain’s Creek.
De aanvallen van de brigades van Dorsey Pender, Joseph R. Anderson en Lawrence O'Bryan Branch boekten weinig vooruitgang. Toen generaal James Longstreet op het slagveld arriveerde en zag hoe moeilijk Hill het had, liet Longstreet de volgende aanval opschorten tot de aankomst van Jackson. Dan kon Jackson de linkerflank van Hill ondersteunen.

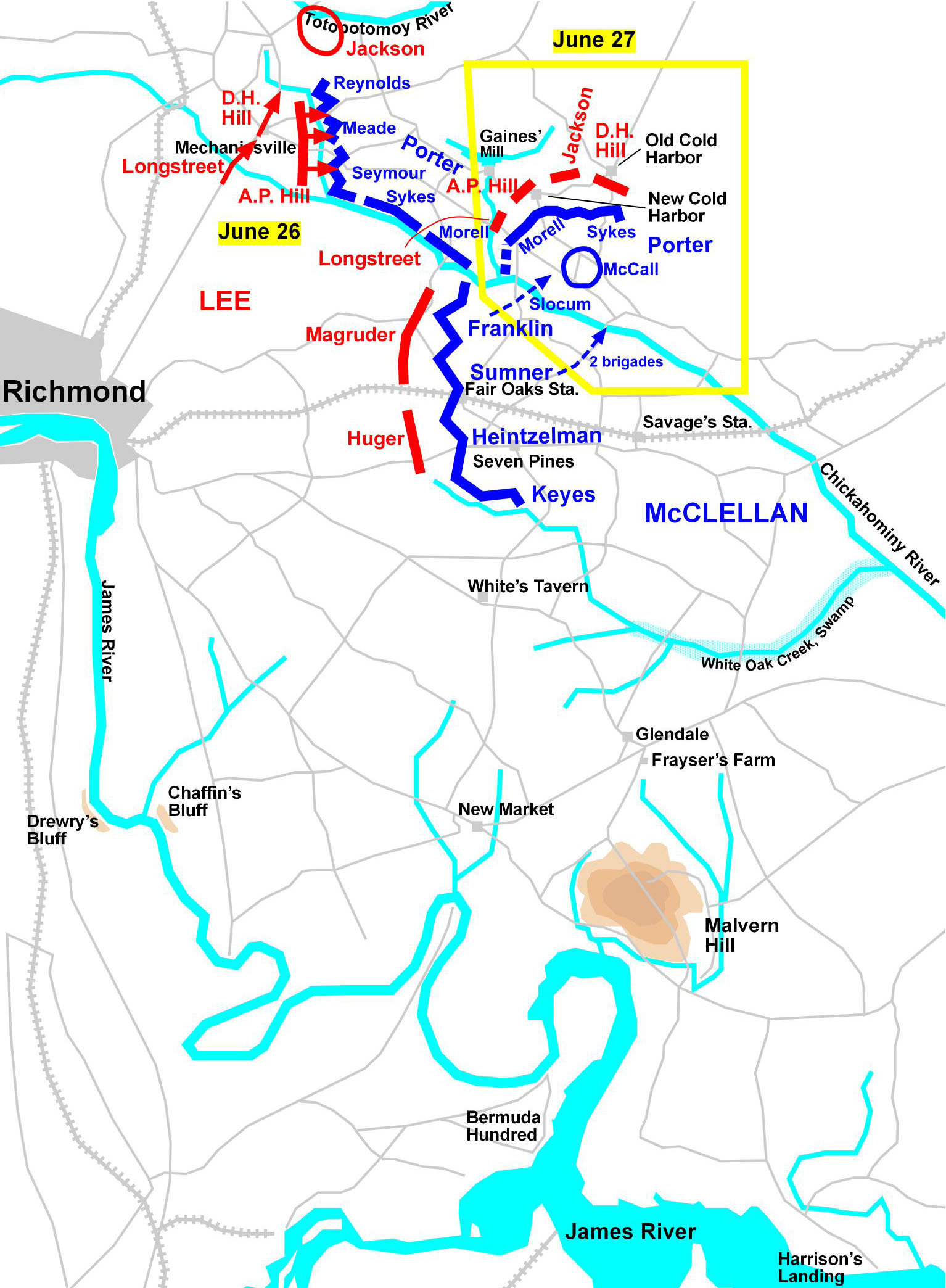
Zevendagenslag, 26 en 27 juni 1862.

Voor de tweede keer tijdens de zeven dagen liep Jackson vertraging op. Generaal-majoor Daniel H. Hill viel de vijandelijke rechterflank aan en werd afgeslagen door de divisie van brigadegeneraal George Sykes. Hill wachtte nu eveneens op de komst van Jackson. Longstreet moest in de tussentijd een aanval vanuit het noorden uitvoeren om de aandacht af te leiden en de linies te stabiliseren. Brigadegeneraal George E. Picketts brigade voerde hierbij een frontale aanval uit en werd met zware verliezen teruggeslagen. Rond 15.00u arriveerde Jackson eindelijk op het slagveld bij D. H. Hills stellingen. Jackson geloofde dat Longstreets aanval nog moest beginnen. Daarom hield hij zijn eigen soldaten en die van Hill uit de strijd om niet door Longstreet onder vuur genomen te worden. Na een boodschap van Lee begon Jackson zijn aanval op 16.30u.
Porters linie werd uiteindelijk gered door Henry W. Slocums divisie die de verdediging versterkte. Kort na het invallen van de nacht voerden de Zuidelijken nog een slecht gecoördineerde aanval uit. Deze keer brak de Noordelijke linie wel. De Texas Brigade van brigadegeneraal John Bell Hood brak door de linie waarna Picketts brigade hier ook in slaagde. De brigades van Thomas F. Meagher en William H. French arriveerden te laat om te linie te versterken. Ze gaven wel dekking aan de terugtrekkende soldaten van Porter. Porter trok zich terug over de Chickahominy en verbrandde alle bruggen.
Voor de tweede dag op rij slaagde Magruder erin om het merendeel van het Noordelijke leger bezig te houden voor zijn linies. 60.000 soldaten namen niet deel aan de strijd ten noorden van de rivier.

## Gevolgen
Gaines’ Mill was de zwaarste slag tijdens de zevendagenslag en de enige tactische overwinning voor Lee in de schiereiland-veldtocht. De Noordelijken verloren 6.837 (894 gedood, 3.107 gewond, 2.836 vermist of gevangen) soldaten. De Zuidelijken verloren 7.993 (1.483 gedood, 6.402 gewond, 108 vermist of gevangen) soldaten. Sinds het begin van het Zuidelijke offensief had enkel het Noordelijke V Corps actie gezien. Lee’s overwinning was de eerste van het conflict.
Hoewel McClellan het verplaatsen van zijn bevoorradingslinie naar de James River reeds gepland had, kreeg hij een zware mentale klap door deze nederlaag. Hij begon zijn leger terug te trekken naar de James. Gaines’ Mill en de Noordelijke terugtocht over de Chickahominy was een psychologische overwinning voor Lee en zijn leger. Richmond was gered.